# Marathon van Hamburg 1995
De marathon van Hamburg 1995 werd gelopen op zondag 30 april 1995. Het was de tiende editie van deze marathon.
Bij de mannen kwam de Argentijn Antonio Fabián Silio als eerste over de finish in 2:09.57. De Keniaanse Angelina Kanana zegevierde in 2:27.24 voor de tweede achtereenvolgende maal bij de vrouwen.
In totaal finishten 9598 marathonlopers, waarvan 1227 vrouwen.

## Uitslagen

### Mannen
| rang   | naam                 | land | tijd    |
| ------ | -------------------- | ---- | ------- |
| Goud   | Antonio-Fabián Silio | ARG  | 2:09.57 |
| Zilver | Juan-Carlos Montero  | ESP  | 2:11.32 |
| Brons  | Eduard Tukhbatullin  | RUS  | 2:12.29 |
| 4      | Tendai Chimusasa     | ZIM  | 2:12.53 |
| 5      | Konrad Dobler        | GER  | 2:12.57 |
| 6      | Ceslovas Kundrotas   | LTU  | 2:13.58 |
| 7      | Romas Sausaltis      | LTU  | 2:14.30 |
| 8      | Petr Pipa            | SVK  | 2:14.50 |
| 9      | Heiko Schinkitz      | GER  | 2:15.18 |
| 10     | Klaus-Peter Nabein   | GER  | 2:15.50 |
| 11     | Johann Hopfner       | GER  | 2:15.56 |
| 12     | Uwe Honsdorf         | GER  | 2:16.03 |
| 13     | Manuel Moreira       | POR  | 2:16.04 |
| 14     | Pavel Loskutov       | EST  | 2:16.20 |
| 15     | Heiko Klimmer        | GER  | 2:16.32 |
| 16     | Dirk Nürnberger      | GER  | 2:16.43 |
| 17     | Joaquim-Manuel Ramos | POR  | 2:17.32 |
| 18     | Yevgeniy Agapov      | RUS  | 2:17.51 |
| 19     | Guido Dold           | GER  | 2:18.27 |
| 20     | Jörg Hustig          | GER  | 2:18.37 |
| 21     | Volker Krajenski     | GER  | 2:18.42 |
| 22     | Kipsubei Kosgei      | KEN  | 2:18.54 |
| 23     | Thierry Constantin   | SUI  | 2:18.55 |
| 24     | Timo-Pekka Kalermo   | FIN  | 2:19.09 |
| 25     | Antonio Costa        | POR  | 2:19.13 |

### Vrouwen
| rang   | naam               | land | tijd    |
| ------ | ------------------ | ---- | ------- |
| Goud   | Angelina Kanana    | KEN  | 2:27.24 |
| Zilver | Romy Lindner       | GER  | 2:37.19 |
| Brons  | Josefa Cruz        | ESP  | 2:38.38 |
| 4      | Olga Michurina     | RUS  | 2:38.58 |
| 5      | Manuela Zipse      | GER  | 2:39.22 |
| 6      | Krystyna Pieczulis | POL  | 2:40.25 |
| 7      | Mellen Munyoro     | KEN  | 2:42.33 |
| 8      | Garifa Koukou      | KAZ  | 2:43.31 |
| 9      | Petra Maak         | GER  | 2:44.17 |
| 10     | Ursula Starke      | GER  | 2:47.12 |
| 11     | Dorota Kozlowska   | POL  | 2:47.37 |
| 12     | Tanja Kalinowski   | GER  | 2:48.04 |
| 13     | Vilija Birbalaite  | LTU  | 2:48.22 |
| 14     | Heidi Hillebrecht  | GER  | 2:48.29 |
| 15     | Ute Jenke          | GER  | 2:48.29 |
| 16     | Ute Bergeest       | GER  | 2:52.07 |
| 17     | Rebeca Weise       | GER  | 2:52.39 |
| 18     | Sabine Kauf        | GER  | 2:52.46 |
| 19     | Annette Wolfrom    | GER  | 2:53.20 |
| 20     | Ricarda Botzon     | GER  | 2:53.31 |

1986 · 1987 · 1988 · 1989 · 1990 · 1991 · 1992 · 1993 · 1994 · 1995 · 1996 · 1997 · 1998 · 1999 · 2000 · 2001 · 2002 · 2003 · 2004 · 2005 · 2006 · 2007 · 2008 · 2009 · 2010 · 2011 · 2012 · 2013 · 2014 · 2015 · 2016 · 2017